# 공각기동대 (만화)
공각기동대(攻殻機動隊, Ghost in the Shell)는 일본 만화작가 시로 마사무네가 그린 포스트사이버펑크 만화이다. 발표된 이후에도 지속해서 반향을 불러일으켜 극장판 영화, 텔레비전 시리즈, 비디오 게임 등등 다양한 매체로 제작되었으며 세계적으로 다른 많은 작품에도 큰 영향을 미쳤다.

## 개요
2029년의 지구는 비약적으로 발달한 기술 문명을 바탕으로 전 세계가 전자 통신망으로 연결된 곳이다. 공각기동대는 2029년을 전후하여 활동하는 정부의 특수 기관으로, 작품 내에서는 지금도 일본에 실재하는 기구인 국가공안위원회 소속 가상 집단 '공안 9과'의 다른 이름이다. 이 집단은 전자 네트워크 해킹이나 생화학 무기 등등 최첨단 기술에 근거하였거나 연관된 범죄에 대응하는 일에 특화되어 있으며, 각각 야전 군인이나 특수 기동대원, 일본 경찰청 소속 형사 등등 다양한 경력을 가진 인물들로 구성되어 있다. 흔히 소령이라는 별명으로 불리며 대원들을 실전 지휘하는 여성 쿠사나기 모토코가 주인공으로 등장한다. 모토코의 몸은 뇌 일부를 제외하면 모두 인공적인 기계 장치로 되어 있으며 다른 어떠한 사람보다도 이식한 기계 몸을 제어하는 능력이 탁월한데, 그녀의 몸이 스스로 개조된 것인지는 불분명하다.
오시 마모루가 감독한 영화와는 달리 마사무네의 원작 만화는 우스개나 단편적인 에피소드가 섞여 있는 비교적 가벼운 작품이다. 물론 이 작품에서도 철학적이고 심오한 주제의 사색은 등장하는데, 중요한 갈등은 두 가지로 나누어 볼 수 있다. 하나는 본디 신체를 거의 잃고 몸 대부분이 기계로 되어 있는 모토코의 내적 갈등이다. 그녀의 고민은 테세우스의 배와 비슷한 문제로 볼 수 있는데, 대부분 사람이 자기 자신을 규정지을 때 쉽게 사용할 수 있는 근거가 되는 신체가 그녀는 몇 번이나 개조되고 일부가 교체되었기 때문에 그녀에게는 이렇다 할 의미가 없으며, 따라서 모토코는 '나'란 누구인지, 쿠사나기 모토코의 실체는 무형의 정신인지 아니면 전자 기판과 마이크로프로세서, 몇 그램의 뇌세포로 이루어진 사고 회로인지 고민한다. 다른 한 가지 갈등은 인공 지능을 만들어낼 목적인 것으로 알려진 '일급비밀 프로젝트 2501'의 결과물로 나타난 것으로 보이는 수준급의 해커 '인형사'와 공안 9과가 벌이는 것이다. 프로젝트 2501은 공안 9과와는 달리 외무성 소속인 공안 6과에서 진행하고 있던 것으로, 인형사는 전자 네트워크를 다루는 뛰어난 실력을 통해 어떤 목적을 성취하려는 것으로 보인다.
공각기동대에는 시각적으로 보이지 않게 되는 장비인 '광학 미채', 인공지능을 가지고 전투를 수행할 수 있는 다각(多脚) 전차 '타치코마', 케이블을 직접 연결해 정신이 전자 정보를 받아들일 수 있게 개조된 뇌인 '전뇌', 전뇌를 통해 조종할 수 있으며 통상적인 신체보다 훨씬 더 강력한 힘이나 세밀한 제어가 가능한 기계 몸인 '의체' 등등 매력적인 사이버펑크 분위기의 소재들이 등장하며, 이후에 등장한 수많은 과학 소설 계통의 작품들에 큰 영향을 주었다.

## 출판
- 고단샤에서 출판된 원작 공각기동대 책: ISBN 4-06-313248-X